# Robert Bogucki
Robert Bogucki (né en 1966) est un pompier américain, originaire d'Alaska, célèbre pour avoir survécu 43 jours dans le Grand Désert de Sable en Australie Occidentale avant d'être secouru. Alors que la police avait décidé l'abandon des recherches initiales de Bogucki au bout de 12 jours, des membres de sa famille louèrent les services de pisteurs spécialisés pour les continuer et trouvèrent rapidement des traces récentes prouvant qu'il avait survécu jusque-là.
On retrouva Bogucki grâce à un hélicoptère de la presse le 23 août 1999 dans la chaîne montagneuses des Edgar Ranges, à 400 km de son point de départ. Le traitement qui lui fut ensuite réservé par l'équipe de journalistes souleva des questions quant à leur exacte ignorance de son état de santé, de façon à s'assurer l'exclusivité de son témoignage. Comme il n'y avait que quatre sièges dans l'hélicoptère, le photographe originaire d'Australie occidentale, Robert Duncan, fut laissé sur place avec une bouteille d'eau et une  balise radio,. Bogucki avait perdu 20 kg pendant son long et pénible voyage. Il avait réussi à survivre en mangeant des fleurs et des plantes, et en creusant dans le sable des puits pour un peu d'eau.